# タナサカシ
タナサカシ（生年不詳 - 1529年（享禄2年））は、アイヌの首長である。名はタナイヌ、タナケシとも表記される。漢字表記は多那嶮。

## 経歴・人物
セタナイ（瀬棚）を本拠として活動していたタナサカシは、1525年（大永5年）地点で蝦夷地の勢力を高めた事に貢献した事が記録されている。1529年（享禄2年）に蝦夷地を本拠としていた蠣崎氏を筆頭に和人がこの頃から勢力を広め、蠣崎義広に命令された工藤祐兼らとの闘いにおいて勝利した。
タナサカシはこの戦いの勝利をきっかけにさらに勢力を広めようと、義広が本拠地としていた勝山館を征服したが、義広はこれに憤慨し同地で行われた和睦の酒宴で謀殺された。